# Yeo Jin-goo
Yeo Jin-goo (hangul: 여진구; hanja: Yeo Jin-gu; rr: Yŏ Jin'gu; nascido em 13 de agosto de 1997) é um ator sul-coreano. Começou sua carreira como ator infantil, notavelmente no filme Sad Movie (2005), nos dramas de televisão Giant (2011), Moon Embracing the Sun (2012), Missing You (2012), e o sitcom Potato Star 2013QR3 (2013-2014). Em 2013, Yeo interpretou seu primeiro papel principal no cinema como o personagem-título no thriller de ação Hwayi: A Monster Boy, para o qual ganhou o prêmio de Melhor Novo Ator no Blue Dragon Film Awards . Sendo seguido em 2015 pelo filme de comédia Shoot Me in the Heart, a série teen Orange Marmalade, e o filme da Guerra da Coreia The Long Way Home.

## Filmografia

### Filmes
| Ano  | Título                 | Papel                | Notas            |
| ---- | ---------------------- | -------------------- | ---------------- |
| 2005 | Sad Movie              | Park Hwi-chan        |                  |
| 2006 | Sa-kwa                 | Jovem rapaz          |                  |
| 2006 | No Mercy For The Rude  | Jovem assassino      |                  |
| 2007 | Dance of the Dragon    | Kwon Tae-san (jovem) |                  |
| 2008 | Santamaria             | Kang Da-seong        |                  |
| 2008 | Antique                | Kim Jin-hyuk (jovem) |                  |
| 2008 | A Frozen Flower        | Hong-rim (jovem)     |                  |
| 2013 | Sky Force 3D           | Ace                  | dublagem coreana |
| 2013 | Hwayi: A Monster Boy   | Hwa-yi               |                  |
| 2014 | Mr. Perfect            | Lee Byung-joo        |                  |
| 2014 | Tazza: The Hidden Card | Aluno de Agui        | participação     |
| 2015 | Shoot Me In The Heart  | Soo-myung            |                  |
| 2015 | The Long Way Home      | Yeong-gwang          |                  |
| 2017 | Opposition Forces      | Gwang-Hae            |                  |

### Televisão
| Ano  | Título                   | Papel                         | Notas                    |
| ---- | ------------------------ | ----------------------------- | ------------------------ |
| 2006 | I Want to Love           | —                             |                          |
| 2006 | Yeon Gaesomun            | —                             |                          |
| 2007 | Queen of the Game        | Lee Shin-jeon (jovem)         |                          |
| 2008 | Iljimae                  | Lee Gyeom (jovem)             |                          |
| 2008 | Tazza                    | Kim Gon (jovem)               |                          |
| 2008 | Gourmet                  | Hotae                         |                          |
| 2009 | Can Anyone Love?         | Lee Poo-reum-chan             |                          |
| 2009 | Ja Myung Go              | Hodong (jovem)                |                          |
| 2009 | Swallow the Sun          | Kim Jung-woo (jovem)          |                          |
| 2010 | The Reputable Family     | Choi Guk-seon (jovem)         |                          |
| 2010 | Giant                    | Lee Kang-mo (jovem)           |                          |
| 2011 | Warrior Baek Dong-soo    | Baek Dong-soo (jovem)         |                          |
| 2011 | Deep Rooted Tree         | Ddol-bok (jovem)              |                          |
| 2012 | Moon Embracing the Sun   | Lee Hwon (jovem)              |                          |
| 2012 | I'm Real 여진구 in Italy | Ele mesmo                     |                          |
| 2012 | Missing You              | Han Jung-woo (jovem)          |                          |
| 2013 | Potato Star 2013QR3      | Hong Hye-sung                 |                          |
| 2014 | Round the Neighborhood   | Ele mesmo                     | Membro do elenco.        |
| 2015 | Orange Marmalade         | Jung Jae-min                  | Papel Principal          |
| 2015 | My Little Television     | Ele mesmo                     | Participação (Ep. 21–22) |
| 2016 | Jackpot                  | Yeon Ying-gun (Rei Yeongjo)   | Papel Principal          |
| 2017 | Circle                   | Kim Woo Jin                   | Papel Principal          |
| 2017 | Reunited Worlds          | Sung Hae Sung                 | Papel Principal          |
| 2019 | The Crowned Clown        | Rei Lee Hun/Han Sun           | Papel Principal          |
| 2019 | Absolute Boyfriend       | Zero Nine                     | Papel Principal          |
| 2019 | Hotel Del Luna           | Goo Chan-sung                 | Papel Principal          |
| 2020 | Start-up                 | Hong Ji-seok / Voz do NoonGil | Participação (Ep- 16)    |
| 2021 | Beyond Evil              | Han Joo-Won                   | Papel Principal          |

### Aparições em vídeos musicais
| Ano  | Canção          | Artista       |
| ---- | --------------- | ------------- |
| 2012 | "I Need You"    | K.Will        |
| 2014 | "Still in Love" | Baek Ji-young |

### Teatro
| Ano  | Título           | Papel |
| ---- | ---------------- | ----- |
| 2008 | Chorus of Angels | —     |

## Prêmios e indicações
| Ano  | Prêmio                                         | Categoria                              | Trabalho nomeado       | Resultado |
| ---- | ---------------------------------------------- | -------------------------------------- | ---------------------- | --------- |
| 2008 | SBS Drama Awards                               | Best Young Actor                       | Iljimae                | Venceu    |
| 2008 | SBS Drama Awards                               | Best Young Actor                       | Tazza                  | Venceu    |
| 2008 | SBS Drama Awards                               | Best Young Actor                       | Gourmet                | Venceu    |
| 2010 | KBS Drama Awards                               | Best Young Actor                       | The Reputable Family   | Indicado  |
| 2012 | 48th Baeksang Arts Awards                      | Best New Actor (TV)                    | Moon Embracing the Sun | Indicado  |
| 2012 | 6th Mnet 20's Choice Awards                    | 20's Upcoming 20's                     | Moon Embracing the Sun | Venceu    |
| 2012 | 4th Pierson Movie Festival                     | Best Child Actor                       | Moon Embracing the Sun | Venceu    |
| 2012 | 5th Korea Drama Awards                         | Best Young Actor                       | Moon Embracing the Sun | Indicado  |
| 2012 | MBC Drama Awards                               | Best Young Actor                       | Moon Embracing the Sun | Venceu    |
| 2012 | MBC Drama Awards                               | Best Young Actor                       | Missing You            | Venceu    |
| 2012 | MBC Drama Awards                               | Popularity Award                       | Moon Embracing the Sun | Indicado  |
| 2012 | MBC Drama Awards                               | Best Couple Award (com Kim Yoo-jung)   | Moon Embracing the Sun | Indicado  |
| 2013 | 5th Pierson Movie Festival                     | Best Child Actor                       | Ele mesmo              | Venceu    |
| 2013 | 6th Style Icon Awards                          | Child Actor to Man                     | Ele mesmo              | Venceu    |
| 2013 | 28th Korea Best Dresser Swan Awards            | The Rising Star                        | Ele mesmo              | Venceu    |
| 2013 | 21st Korean Culture and Entertainment Awards   | Best New Actor (Film)                  | Hwayi: A Monster Boy   | Venceu    |
| 2013 | 33rd Korean Association of Film Critics Awards | Best New Actor                         | Hwayi: A Monster Boy   | Venceu    |
| 2013 | 34th Blue Dragon Film Awards                   | Best New Actor                         | Hwayi: A Monster Boy   | Venceu    |
| 2014 | 5th KOFRA Film Awards                          | Best New Actor                         | Hwayi: A Monster Boy   | Venceu    |
| 2014 | 50th Baeksang Arts Awards                      | Best New Actor (Film)                  | Hwayi: A Monster Boy   | Indicado  |
| 2014 | 14th Director's Cut Awards                     | Best New Actor                         | Hwayi: A Monster Boy   | Venceu    |
| 2014 | 23rd Buil Film Awards                          | Best New Actor                         | Hwayi: A Monster Boy   | Indicado  |
| 2014 | 51st Grand Bell Awards                         | Best New Actor                         | Hwayi: A Monster Boy   | Indicado  |
| 2015 | 52nd Grand Bell Awards                         | Best New Actor                         | Shoot Me in the Heart  | Indicado  |
| 2015 | KBS Drama Awards                               | Best New Actor                         | Orange Marmalade       | Venceu    |
| 2015 | KBS Drama Awards                               | Popularity Award, Actor                | Orange Marmalade       | Indicado  |
| 2015 | KBS Drama Awards                               | Best Couple Award (with Kim Seol-hyun) | Orange Marmalade       | Indicado  |